# Odão de Iátria
Odão de Iátria (em latim: Oddo) foi nobre norueguês, ativo no tempo dos reis Omundo da Dinamarca e Ringo da Noruega.  Aparece apenas nos Feitos dos Danos de Saxão Gramático.

## Vida
Odão era um príncipe (régulo) de Iátria, na Noruega. Recebeu amigavelmente Omundo da Dinamarca, pois acreditava que Ringo da Noruega havia usurpado sua herança no reino, bem como deplorava os ferimentos frequentes que sofrera em suas mãos. Durante um período em que Ringo estava perseguindo uma expedição pirata na Irlanda, Omundo atacou sua província indefesa; ignorando a propriedade das pessoas comuns, deu as posses pessoais de Ringo para serem saqueadas e matou seus parentes. Odão juntara forças com ele para esse propósito.